# Pierre Hardy (homme politique)
Pour les articles homonymes, voir Pierre Hardy et Hardy.
Pierre Hardy, né à Ath le 5 octobre 1962 est un homme politique belge, membre d'Ecolo.

Il est diplômé d'École normale; complète une formation en Sociologie par une licence en Sciences politiques et sociales (Fopes); travaille à l' Atelier marollien de Bruxelles (1984-1989), à l' IPPJ de Braine-le-Château (1990-1992) et comme formateur au CEFA de Tamines (1993-1998) ; il mène un projet pilote de médiation scolaire dans le Namurois.

## Carrière politique
- 1995-2004 : Député wallon et de la Communauté française
- 2001-2006 : conseiller communal de Sambreville